# Паркер (округ)
Округ Паркер (англ. Parker county) — округ штата Техас Соединённых Штатов Америки. На 2000 год в нем проживало 88 495 человек. По оценке бюро переписи населения США в 2009 году население округа составляло 114 919 человек. Окружным центром является город Уэтерфорд.

## История
Округ Паркер был сформирован в 1855 году из участков округов Боске и Наварро. Он был назван в честь Исаака Паркера, члена легислатуры Техаса.

## География
По данным бюро переписи населения США площадь округа Паркер составляет 2357 км², из которых 2341 км² — суша, а 16 км² — водная поверхность (0,72 %).

### Основные шоссе
- Федеральная автострада 20
- Шоссе 180
- Автострада 171

### Соседние округа
- Уайз  (север)
- Таррант  (восток)
- Джонсон  (юго-восток)
- Худ  (юг)
- Пало-Пинто  (запад)
- Джэк  (северо-запад)